# Trachelas
Trachelas là một chi nhện trong họ Trachelidae.

## Các loài
- Trachelas alticolus Hu, 2001
- Trachelas altiformis (Nicolet, 1849)
- Trachelas amabilis Simon, 1878
- Trachelas anomalus (Taczanowski, 1874)
- Trachelas barroanus Chamberlin, 1925
- Trachelas bicolor Keyserling, 1887
- Trachelas bispinosus F. O. P.-Cambridge, 1899
- Trachelas borinquensis Gertsch, 1942
- Trachelas bravidus Chickering, 1972
- Trachelas bulbosus F. O. P.-Cambridge, 1899
- Trachelas cadulus Chickering, 1972
- Trachelas cambridgei Kraus, 1955
- Trachelas canariensis Wunderlich, 1987
- Trachelas chubbi Lessert, 1921
- Trachelas contractus Platnick & Shadab, 1974
- Trachelas costatus O. P.-Cambridge, 1885
- Trachelas daubei Schmidt, 1971
- Trachelas depressus Platnick & Shadab, 1974
- Trachelas devi Biswas & Raychaudhuri, 2000
- Trachelas digitus Platnick & Shadab, 1974
- Trachelas dilatus Platnick & Shadab, 1974
- Trachelas ecudobus Chickering, 1972
- Trachelas erectus Platnick & Shadab, 1974
- Trachelas fanjingshan Zhang, Fu & Zhu, 2009
- Trachelas fasciae Zhang, Fu & Zhu, 2009
- Trachelas femoralis Simon, 1897
- Trachelas fuscus Platnick & Shadab, 1974
- Trachelas giganteus Platnick & Shadab, 1974
- Trachelas hamatus Platnick & Shadab, 1974
- Trachelas hassleri Gertsch, 1942
- Trachelas himalayensis Biswas, 1993
- Trachelas huachucanus Gertsch, 1942
- Trachelas ibericus Bosselaers et al., 2009
- Trachelas inclinatus Platnick & Shadab, 1974
- Trachelas jamaicensis Gertsch, 1942
- Trachelas japonicus Bösenberg & Strand, 1906
- Trachelas joopili Kim & Lee, 2008
- Trachelas lanceolatus F. O. P.-Cambridge, 1899
- Trachelas latus Platnick & Shadab, 1974
- Trachelas macrochelis Wunderlich, 1992
- Trachelas mexicanus Banks, 1898
- Trachelas minor O. P.-Cambridge, 1872
- Trachelas mulcetus Chickering, 1972
- Trachelas niger Mello-Leitão, 1922
- Trachelas nigrifemur Mello-Leitão, 1941
- Trachelas oculus Platnick & Shadab, 1974
- Trachelas oreophilus Simon, 1906
- Trachelas organatus Platnick & Shadab, 1974
- Trachelas pacificus Chamberlin & Ivie, 1935
- Trachelas panamanus Chickering, 1937
- Trachelas parallelus Platnick & Shadab, 1974
- Trachelas planus Platnick & Shadab, 1974
- Trachelas prominens Platnick & Shadab, 1974
- Trachelas punctatus Simon, 1886
- Trachelas pusillus Lessert, 1923
- Trachelas quadridens Kraus, 1955
- Trachelas quisquiliarum Simon, 1906
- Trachelas rayi Simon, 1878
- Trachelas robustus Keyserling, 1891
- Trachelas roeweri Lawrence, 1938
- Trachelas rotundus Platnick & Shadab, 1974
- Trachelas rugosus Keyserling, 1891
- Trachelas santaemartae Schmidt, 1971
- Trachelas schenkeli Lessert, 1923
- Trachelas scopulifer Simon, 1896
- Trachelas similis F. O. P.-Cambridge, 1899
- Trachelas sinensis Chen, Peng & Zhao, 1995
- Trachelas sinuosus Platnick & Shadab, 1974
- Trachelas speciosus Banks, 1898
- Trachelas spicus Platnick & Shadab, 1974
- Trachelas spinulatus F. O. P.-Cambridge, 1899
- Trachelas spirifer F. O. P.-Cambridge, 1899
- Trachelas submissus Gertsch, 1942
- Trachelas sylvae Caporiacco, 1949
- Trachelas tomaculus Platnick & Shadab, 1974
- Trachelas tranquillus (Hentz, 1847)
- Trachelas transversus F. O. P.-Cambridge, 1899
- Trachelas triangulus Platnick & Shadab, 1974
- Trachelas tridentatus Mello-Leitão, 1947
- Trachelas trifidus Platnick & Shadab, 1974
- Trachelas truncatulus F. O. P.-Cambridge, 1899
- Trachelas uniaculeatus Schmidt, 1956
- Trachelas validus Simon, 1884
- Trachelas vitiosus Keyserling, 1891
- Trachelas volutus Gertsch, 1935
- Trachelas vulcani Simon, 1896